# Laura Bono (album)
Laura Bono è l'eponimo album di debutto della cantante italiana Laura Bono.
L'album, pubblicato nel 2005, è stato ristampato l'anno successivo con l'aggiunta di cinque tracce: tre brani inediti e la versione in spagnolo di Oggi ti amo e Non credo nei miracoli, brano con cui l'artista ha vinto nella categoria "Giovani" del Festival di Sanremo 2005.

## Tracce
1. Tutto ha una spiegazione - 4:04
2. M'innervosisci - 4:19
3. Non credo nei miracoli - 3:28
4. Oggi ti amo - 3:13
5. Mattini - 4:37
6. Rosso porpora - 3:26
7. Amo solo te - 5:28
8. Che notte stanotte - 3:20
9. La mia isola - 3:46
10. Fino all'orlo - 3:36
11. Che ritorni la sera - 5:07

### Ristampa del 2006
1. Non è stata colpa mia - 3:26
2. Invidia - 3:37
3. Che bel vivere - 3:33
4. Tutto ha una spiegazione - 4:04
5. M'innervosisci - 4:19
6. Non credo nei miracoli - 3:28
7. Oggi ti amo - 3:13
8. Mattini - 4:37
9. Rosso porpora - 3:26
10. Amo solo te - 5:28
11. Che notte stanotte - 3:20
12. La mia isola - 3:46
13. Fino all'orlo - 3:36
14. Che ritorni la sera - 5:07
15. No creo en los milagros
16. Ho yo te amo

## Formazione
- Laura Bono – voce
- Giorgio Cocilovo – chitarra acustica, chitarra elettrica
- Elio Rivagli – batteria
- Max Zaccaro – basso
- Luca Verde – chitarra elettrica
- Silvio Masanotti – chitarra elettrica aggiuntiva
- Mario Natale – tastiera, programmazione
- Guido Genovesi – chitarra elettrica aggiuntiva
- Alessandro Santaniello – violoncello